# By Whose Hand? (film 1915 Smith)
By Whose Hand? è un cortometraggio muto del 1915 diretto da  Hamilton Smith.

## Produzione
Il film fu prodotto dalla Kalem Company.

## Distribuzione
Distribuito dalla General Film Company, il film - un cortometraggio di due bobine -  uscì nelle sale cinematografiche USA il 27 ottobre 1915.